# K11 – Kommissare im Einsatz
K11 – Die neuen Fälle (K11 – Nowe sprawy) – niemiecki paradokument z gatunku docu-crime nadawany od 1 września 2003 roku w niemieckiej telewizji Sat.1 oraz powtarzany od 16 października 2009 w austriackiej telewizji Puls 4. 11 maja 2020 roku wznowiono emisję serialu. W czerwcu 2022 kanał Sat.1 ogłosił zakończenie serialu po 14 sezonie.
Od 1 do 11 sezonu serial nosił nazwę K11 – Kommissare im Einsatz (K11 – Komisarze w akcji), a od 12 sezonu nazwa została zmieniona na K11 – Die neuen Fälle (K11 – Nowe sprawy).
Na licencji serialu niemieckiego powstała jego polska wersja pt. „W11 – Wydział Śledczy”.

## Fabuła
Serial przedstawia codzienność komisarzy z Berlina w walce z przestępczością. Policjant Michael Naseband i jego koleżanka, Alexandra Rietz, wspólnie prowadzą K11. Współpracują oni z głównym komisarzem Robertem Ritterem (Jonas Rohrmann), głównym komisarzem Philippem Stehlerem oraz głównym komisarzem Danielą Stamm, fabuła odcinka zazwyczaj dotyczy sprawy morderstwa.